# Trichotosia hispidissima
Trichotosia hispidissima là một loài thực vật có hoa trong họ Lan. Loài này được (Ridl.) Kraenzl. miêu tả khoa học đầu tiên năm 1911.